# Península do Morrazo

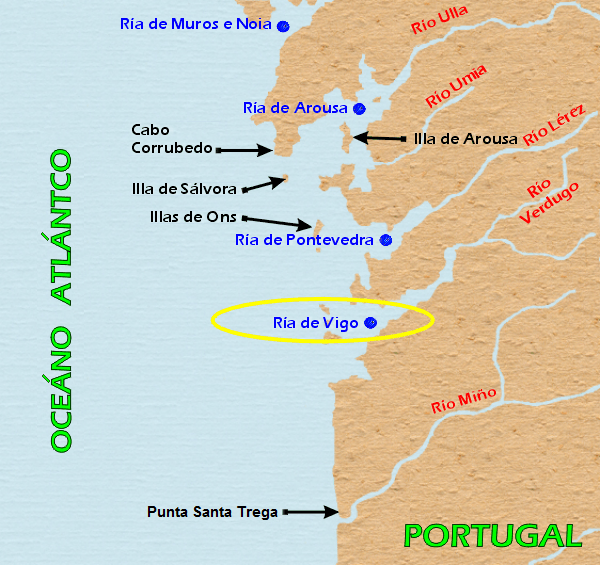
A Península do Morrazo fica a norte da Ria de Vigo

A Península do Morrazo é uma península situada na Galiza (Espanha), na província de Pontevedra. Tem 40 km de comprimento por 10 km de largura e separa a ria de Vigo da ria de Pontevedra. Geologicamente é classificada como um horst.